# یوئی هوریئه
یوئی هوریئه (انگلیسی: Yui Horie؛ زاده ۲۰ سپتامبر ۱۹۷۶) صداپیشه و خواننده ژاپنی است. وی از سال ۱۹۹۷ میلادی تاکنون مشغول فعالیت است.